# Adonisea trifascia
Adonisea trifascia är en fjärilsart som beskrevs av Jacob Hübner 1827. Adonisea trifascia ingår i släktet Adonisea och familjen nattflyn. Inga underarter finns listade i Catalogue of Life.